# Haliclona bowerbanki
Haliclona bowerbanki är en svampdjursart som beskrevs av Ferrer-Hernandez. Haliclona bowerbanki ingår i släktet Haliclona och familjen Chalinidae. Inga underarter finns listade i Catalogue of Life.